# Luigi De Marchi (geofisico)
Luigi De Marchi (Milano, 16 maggio 1857 – Padova, 15 febbraio 1936) è stato un geografo, geologo e bibliotecario italiano.

## Biografia
Geografo e geofisico, si laureò in fisica e matematica presso l'Università degli Studi di Pavia. Non ritenendosi inizialmente portato verso l'insegnamento, intraprese la carriera di bibliotecario, dirigendo dal 1886 al 1902 la Biblioteca Universitaria di Pavia. In seguito, svolse la stessa mansione anche presso la Biblioteca Alessandrina a Roma e la Biblioteca nazionale di Brera a Milano.
Nel 1902, all'età di 45 anni, fu nominato professore di geografia fisica all'Università degli Studi di Padova (cattedra che occupò fino al 1932), dove si dedicò in particolare a problemi di oceanografia, idrografia, glaciologia e meteorologia.
Studiò le cause delle ere glaciali e gli effetti dell'accumulo dei ghiacci sui continenti in relazione alle variazioni del livello marino. Fu tra i primi a effettuare ricerche di geofisica marina nell'Adriatico, partecipando anche direttamente ad alcune crociere a bordo della R.N. Ciclope, contribuendo inoltre a chiarire i meccanismi della propagazione delle onde sismiche.
Scrisse un Trattato di geografia fisica e pubblicò vari lavori scientifici, tra i quali una monografia dedicata alla climatologia e un manuale di geografia politica ed economica. Fu socio di numerose società scientifiche tra cui l'Accademia Nazionale dei Lincei e l'Accademia Nazionale delle Scienze e Senatore del Regno dal 1934. Il volume Fondamenti di geografia politica (1929) è considerato il primo testo dedicato a tale materia pubblicato in Italia; dall'anno accademico 1925/26, infatti, De Marchi svolse il corso di tale insegnamento per la nuova Scuola (più tardi Facoltà autonoma) di Scienze politiche e sociali presso la facoltà di giurisprudenza dell'Università.
Membro del comitato interventista Pro-Patria (1914), ospitando in casa Cesare Battisti nei suoi vari passaggi a Padova, perse il figlio Vittorio, tenente di complemento del Genio militare, nella Grande Guerra. Aderì quindi al fascismo fin dal 1919 e fu uno dei fondatori del Fascio di combattimento padovano, di cui fu Segretario.
Cavaliere dell'Ordine dei Santi Maurizio e Lazzaro, gli è intitolata una borsa di studio bandita dall'Università patavina.

## Opere principali

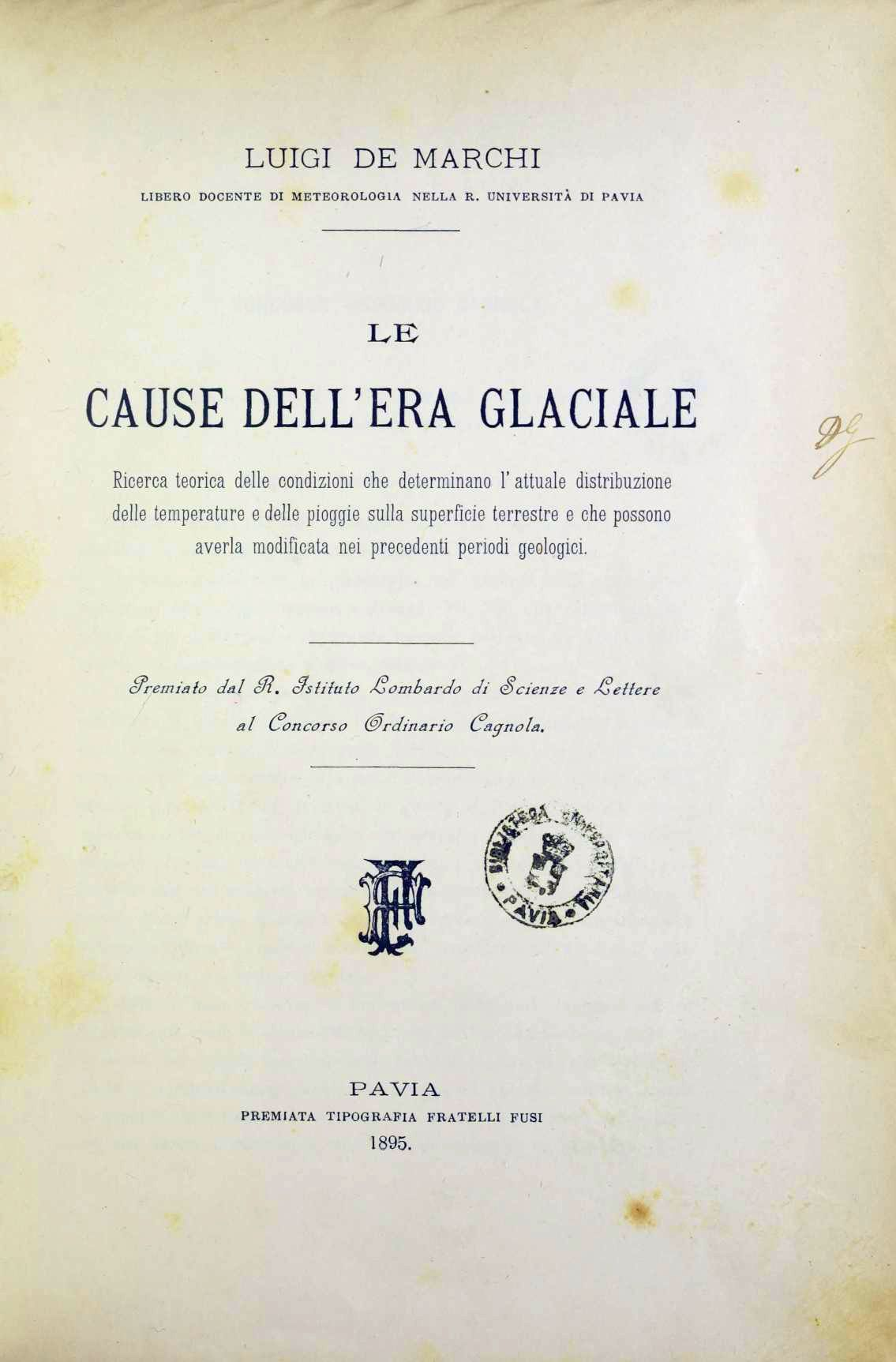
Cause dell'era glaciale, 1895

- Meteorologia generale (1888; 1905; 1920).
- Climatologia (1890; 1932). 
  -  Climatologia, Milano, Hoepli, 1890.
- Le cause dell'era glaciale (1895). 
  -  Cause dell'era glaciale, Pavia, Fratelli Fusi, 1895.
- Trattato di geografia fisica (1902).
- Fondamenti di geografia commerciale (1922).
- Geografia fisica e geologia (1917; 1920; 1922; 1924; 1925; 1929).
- Fondamenti di geografia politica (1929).
- Memorie scientifiche (1883 - 1932). Raccolte da colleghi, allievi ed ammiratori in occasione del suo 75º compleanno (1932).